# Mountain Ranch
Mountain Ranch és una concentració de població designada pel cens dels Estats Units a l'estat de Califòrnia. Segons el cens del 2000 tenia 1.557 habitants.

## Demografia
Segons el cens del 2000, Mountain Ranch tenia 1.557 habitants, 656 habitatges, i 474 famílies. La densitat de població era de 14,6 habitants/km².
Dels 656 habitatges en un 19,7% hi vivien nens de menys de 18 anys, en un 64,6% hi vivien parelles casades, en un 5,3% dones solteres, i en un 27,7% no eren unitats familiars. En el 21,8% dels habitatges hi vivien persones soles el 7,6% de les quals corresponia a persones de 65 anys o més que vivien soles. El nombre mitjà de persones vivint en cada habitatge era de 2,37 i el nombre mitjà de persones que vivien en cada família era de 2,76.
Per edats la població es repartia de la següent manera: un 18,7% tenia menys de 18 anys, un 3,8% entre 18 i 24, un 18,9% entre 25 i 44, un 38,3% de 45 a 60 i un 20,4% 65 anys o més.
L'edat mediana era de 50 anys. Per cada 100 dones de 18 o més anys hi havia 100,3 homes.
La renda mediana per habitatge era de 38.311 $ i la renda mediana per família de 39.324 $. Els homes tenien una renda mediana de 33.864 $ mentre que les dones 33.289 $. La renda per capita de la població era de 19.594 $. Entorn del 10% de les famílies i el 13,5% de la població estaven per davall del llindar de pobresa.

## Poblacions més properes
El següent diagrama mostra les poblacions més properes.